# 認可地縁団体
認可地縁団体（にんかちえんだんたい）とは、日本の行政用語であり、自治会、町内会等広く地域社会全般の維持や形成を目的とした団体・組織のなかでも、地方自治法などに定められた要件を満たし、行政的手続きを経て法人格を得たものを指す。

## 概説
土地・地域と人間のつながりに着目した概念・枠組みで、一定の区域・地域に住所を有し、その地域社会全般の維持や形成を行い、地域的な共同活動を行っている団体等であることが要件とされる。婦人会やスポーツ団体のように、所属者の性別や活動の目的が特定のものに限定されているものは認可地縁団体としては認可されないとされる。

## 成立経緯と関連法規・要件等
- この節で、地方自治法は条数のみ記載する。

日本では従来、町内会（町会、自治会など）は法人ではなかったため、町内会が所有する不動産（自治会館など）は代表者の個人名義や役員の共有名義で登記が行われていた。しかしこれでは、代表者・役員が変更された時などに不都合があった。
そこで、1991年4月に地方自治法が改正され、町又は字の区域その他市町村内の一定の区域に住所を有する者の地縁に基づいて形成された団体（地縁による団体）は、地域的な共同活動のための不動産又は不動産に関する権利等を保有するため市町村長の認可を受けたときは、その規約に定める目的の範囲内において、権利義務の帰属主体となることができるようになった。
なお、2021年（令和3年）に要件を変更する改正がされ、不動産の保有等は不要になった。改正後は、地縁による団体は「地域的な共同活動を円滑に行うため」市町村長の認可を受けたときは、その規約に定める目的の範囲内において、権利を有し、義務を負うとされている。
認可地縁団体は、正当な理由がない限り、その区域に住所を有する個人の加入を拒んではならない（第260条の2第7項）。すなわち、その地域の住民全てが加入できる団体が認可の対象となる。
したがって、生産組合、婦人会、老人会のような加入条件のある団体は認可されない。
団体の総会を開催して、認可申請をするという議決を行う必要がある。
認可地縁団体を、公共団体その他の行政組織の一部とすることを意味するものと解釈してはならないとされる（第260条の2第6項）。
また、認可地縁団体を、特定の政党のために利用してはならない（法第260条の2第9項）。 

### 要件
- 良好な地域社会の維持等に資する地域的な共同活動を目的とし、現にそれを行っていること。
- その区域が客観的に定められていること。
- その区域の個人は、構成員となることができ、現に相当数が構成員となっていること。
- 規約を定めていること。

（第260条の2第2項）

### 規約に定める事項
- 目的
- 名称
- 区域
- 事務所の所在地
- 構成員の資格に関する事項
- 代表者に関する事項
- 会議に関する事項
- 資産に関する事項

（第260条の2第3項）

### 不動産登記

#### 概要
認可地縁団体は不動産登記において登記名義人となることができる。認可前は当該団体は権利能力なき社団として扱われ、登記名義人となることができない。認可後に、不動産所有権の登記名義を認可前の代表者などの個人名義から認可地縁団体名義にする場合、所有権移転登記を申請することになる（1991年（平成3年）4月2日民三2246号通達）。
なお、認可前に代表者などの個人名義で表題登記のみがされている場合、その者の名義で所有権保存登記をした後に認可地縁団体への所有権移転登記をするべきである（登記研究521-166頁）。

#### 所有権移転登記の登記申請情報（一部）
登記の目的（不動産登記令3条5号）は、不動産の所有権全部につき認可地縁団体名義にする場合、「所有権移転」と記載する。その他の具体例については所有権移転登記を参照
登記原因及びその日付（不動産登記令3条6号）は、市町村長（特別区を含む。以下同じ。）による認可日を日付とし、「平成何年何月何日委任の終了」と記載する（1991年（平成3年）4月2日民三2246号通達）。
登記申請人（不動産登記令3条1号）は、所有権を得る認可地縁団体を登記権利者とし、失う登記名義人を登記義務者として記載する。また、団体の代表者の氏名も記載しなければならない（不動産登記令3条2号）。 
添付情報（不動産登記規則34条1項6号、一部）は、登記原因証明情報（不動産登記法61条・不動産登記令7条1項5号ロ）、登記義務者の登記識別情報（不動産登記法22条本文）又は登記済証及び書面申請の場合には印鑑証明書（不動産登記令16条2項・不動産登記規則48条1項5号及び同規則47条3号イ(1)、同令18条2項・同規則49条2項4号及び同規則48条1項5号並びに同規則47条3号イ(1)）、登記権利者の住所証明情報（不動産登記令別表30項添付情報ロ）、代表者資格証明情報（不動産登記令7条1項1号）である。
これらのうち住所証明情報と代表者資格証明情報は、市町村長が発行する地縁団体証明書（地方自治法260条の2第12項・10項、地方自治法施行規則18条・20条）が該当する。
また、印鑑証明書は、市町村長発行の認可地縁団体の印鑑証明書が該当する（1992年（平成4年）5月20日民三2430号通知）。
登録免許税（不動産登記規則189条1項前段）は、不動産の価額の1,000分の20である（登録免許税法別表第1-1(2)ハ）。 なお、端数処理など算出方法の通則については不動産登記#登録免許税を参照。

#### 所有権移転登記に関する実例
認可前の地縁団体の代表者名義で登記されている不動産につき、当該代表者の死亡後に当該団体が地方自治法260条の2第1項の認可を受けて法人格を取得した場合、当該代表者の相続人全員を登記義務者・法人格取得後の認可地縁団体を登記権利者・登記原因を「委任の終了」・原因日付を認可日として所有権移転登記を申請することができる（登記研究563-127頁）。
認可前の地縁団体の代表者複数名義で登記されている不動産につき、当該団体が地方自治法260条の2第1項の認可を受けて法人格を取得した場合、当該代表者のうち1人がその持分のみを認可地縁団体へ移転する登記を申請することができる（登記研究581-145頁）。